# Lithostege triplicaria
Lithostege triplicaria är en fjärilsart som beskrevs av Diószeghy 1935. Lithostege triplicaria ingår i släktet Lithostege och familjen mätare. Inga underarter finns listade i Catalogue of Life.